# Underground (nummer)
Underground is een nummer van Britse muzikant David Bowie, geschreven voor de soundtrack van de film Labyrinth. Het nummer was een soort experiment voor Bowie, waarbij hij op een kleine basis met gospelmuziek speelde. Hij werd hierbij geholpen door een groot koor van achtergrondzangers en -zangeressen en bluesgitarist Albert Collins, maar bleef wel synthesizers gebruiken.

## Videoclip
De videoclip voor "Underground" werd geregisseerd door Steve Barron en bevat afbeeldingen die elkaar snel opvolgen van Bowie's bekendste "rollen", zoals Ziggy Stardust (hoofdpersonage van het album The Rise and Fall of Ziggy Stardust and the Spiders from Mars, 1972), The Thin White Duke (vaak genoemd in de titeltrack van Station to Station, 1976), Thomas Newton (Bowie's personage uit de film The Man Who Fell to Earth, 1976), Jareth the Goblin King (Bowie's personage uit de film Labyrinth) en Baal (Bowie's personage uit de gelijknamige tv-serie, 1982), voordat Bowie danst met de poppen uit de film Labyrinth en verandert in een geanimeerd figuur, die dezelfde effecten heeft in een andere door Barron geregisseerde videoclip, "Take on Me" van a-ha.
Bowie was niet blij met de video en zei in 1987: "Ik vind dat de video's die ik aan andere mensen uitbesteed altijd een fout zijn geweest. Vanwege mijn gebrek aan interesse was ik niet erg betrokken bij dingen als "Underground", wat ik deed voor Labyrinth. Ik liet het gewoon aan hem over, en het resultaat is gewoon niet mijn soort video. Ik was een beetje laks daar. Ik voelde me niet betrokken."

## Tracklijst
- Alle nummers geschreven door Bowie.

7"-versie
1. "Underground" - 4:25
2. "Underground" (Instrumentaal) - 5:40

12"-versie
1. "Underground" (Extended Dance Mix) - 7:51
2. "Underground" (Dub) - 5:59
3. "Underground" (Instrumentaal) - 5:54

Downloadsingle (2007)
1. "Underground" - 4:25
2. "Underground" (Extended Dance Mix) - 7:51
3. "Underground" (Instrumentaal) - 5:54
4. "Underground" (Dub) - 5:59

## Muzikanten
- David Bowie: zang
- Robbie Buchanan: keyboard, synthesizer, programmeren
- Andy Thomas: programmeren
- Richard Tee: akoestische piano, hammondorgel
- Albert Collins: leadgitaar
- Nicky Moroch: slaggitaar
- Steve Ferrone: drumeffecten
- Bob Gay: saxofoon
- Cissy Houston, Chaka Khan, Luther Vandross, Fonzi Thornton, Marcus Miller, Marc Stephens, Daphne Vega, Garcia Alston, Mary David Canty, Beverly Ferguson, A. Marie Foster, James Glenn, Eunice Peterson, Rennele Stafford: achtergrondzang

## Hitnoteringen

### Nederlandse Top 40
| Hitnotering: 21-06-1986 t/m 09-08-1986 | Hitnotering: 21-06-1986 t/m 09-08-1986 | Hitnotering: 21-06-1986 t/m 09-08-1986 | Hitnotering: 21-06-1986 t/m 09-08-1986 | Hitnotering: 21-06-1986 t/m 09-08-1986 | Hitnotering: 21-06-1986 t/m 09-08-1986 | Hitnotering: 21-06-1986 t/m 09-08-1986 | Hitnotering: 21-06-1986 t/m 09-08-1986 | Hitnotering: 21-06-1986 t/m 09-08-1986 | Hitnotering: 21-06-1986 t/m 09-08-1986 |
| Week:                                  | 1                                      | 2                                      | 3                                      | 4                                      | 5                                      | 6                                      | 7                                      | 8                                      |                                        |
| -------------------------------------- | -------------------------------------- | -------------------------------------- | -------------------------------------- | -------------------------------------- | -------------------------------------- | -------------------------------------- | -------------------------------------- | -------------------------------------- | -------------------------------------- |
| Positie:                               | 22                                     | 15                                     | 9                                      | 6                                      | 6                                      | 12                                     | 21                                     | 27                                     | uit                                    |

### Nationale Hitparade top 50 /Single Top 100
| Hitnotering: 14-06-1986 t/m 16-08-1986 | Hitnotering: 14-06-1986 t/m 16-08-1986 | Hitnotering: 14-06-1986 t/m 16-08-1986 | Hitnotering: 14-06-1986 t/m 16-08-1986 | Hitnotering: 14-06-1986 t/m 16-08-1986 | Hitnotering: 14-06-1986 t/m 16-08-1986 | Hitnotering: 14-06-1986 t/m 16-08-1986 | Hitnotering: 14-06-1986 t/m 16-08-1986 | Hitnotering: 14-06-1986 t/m 16-08-1986 | Hitnotering: 14-06-1986 t/m 16-08-1986 | Hitnotering: 14-06-1986 t/m 16-08-1986 | Hitnotering: 14-06-1986 t/m 16-08-1986 |
| Week:                                  | 1                                      | 2                                      | 3                                      | 4                                      | 5                                      | 6                                      | 7                                      | 8                                      | 9                                      | 10                                     |                                        |
| -------------------------------------- | -------------------------------------- | -------------------------------------- | -------------------------------------- | -------------------------------------- | -------------------------------------- | -------------------------------------- | -------------------------------------- | -------------------------------------- | -------------------------------------- | -------------------------------------- | -------------------------------------- |
| Positie:                               | 31                                     | 14                                     | 12                                     | 7                                      | 14                                     | 17                                     | 27                                     | 28                                     | 46                                     | 49                                     | uit                                    |